# Jerry Wainwright
Gerald Charles Wainwright jr., meglio noto come Jerry Wainwright (Berwyn, 11 febbraio 1947), è un allenatore di pallacanestro statunitense.